# Elezioni regionali in Italia del 2008
Nel corso del 2008 si svolsero elezioni regionali in 5 regioni italiane (4 a statuto speciale e 1 a statuto ordinario).
Le elezioni si tennero in Sicilia (domenica 13 aprile), Friuli-Venezia Giulia (domenica 13 e lunedì 14 aprile, in concomitanza alle elezioni politiche), Valle d'Aosta (domenica 25 maggio), Trentino-Alto Adige (domenica 26 ottobre in Provincia autonoma di Bolzano e domenica 9 novembre in Provincia autonoma di Trento), Abruzzo (domenica 14 e lunedì 15 dicembre).

## Elezioni dei candidati presidente di regione
| Regione | Candidati                     | Candidati                      | Candidati                                     | Presidenti uscenti | Presidenti uscenti       |
| Regione | Centro-sinistra               | Centro-destra                  | Altri                                         | Presidenti uscenti | Presidenti uscenti       |
| --- | ----------------------------- | ------------------------------ | --------------------------------------------- | ------------------ | ------------------------ |
| Regione |                               |                                | Altri                                         | Presidenti uscenti | Presidenti uscenti       |
| Friuli-Venezia Giulia (13 - 14 aprile)                                                                                          | Riccardo Illy (Ind) 46,16%    | Renzo Tondo (PdL) 53,84%       | -                                             |                    | Riccardo Illy (Ind)      |
| Sicilia (13 aprile) | Anna Finocchiaro (PD) 30,38%  | Raffaele Lombardo (MpA) 65,35% | Sonia Alfano 2,44%                            |                    | Salvatore Cuffaro (UDC)  |
| Provincia autonoma di Trento (9 novembre)                                                                                       | Lorenzo Dellai (UpT) 56,99%   | Sergio Divina (LN) 36,50%      | Altri 6,51%                                   |                    | Lorenzo Dellai (UpT)     |
| Abruzzo (14 - 15 dicembre) | Carlo Costantini (IdV) 42,67% | Giovanni Chiodi (PdL) 48,81%   | Rodolfo De Laurentiis (UDC) 5,38% Altri 3,12% |                    | Ottaviano Del Turco (PD) |
| L'elezione diretta del presidente non è prevista in Valle d'Aosta (risultati) e nella Provincia autonoma di Bolzano (risultati) |                               |                                |                                               |                    |                          |